# Obszarniki
Obszarniki (niem. Abschermeningken) – wieś sołecka w Polsce położona w województwie warmińsko-mazurskim, w powiecie gołdapskim, w gminie Banie Mazurskie.
W latach 1975–1998 miejscowość administracyjnie należała do województwa suwalskiego.
Podczas akcji germanizacyjnej nazw miejscowych i fizjograficznych utrwalona historycznie nazwa niemiecka Abschermeningken została w 1938 r. zastąpiona przez administrację nazistowską sztuczną formą Almental, a w 1945 przez administrację komunistyczną (polską) sztuczną formą Obszarniki.